# Zum Nachtisch Krieg
Zum Nachtisch Krieg (engl. Originaltitel: An Ice-Cream War) ist die deutschsprachige Ausgabe des 1982 erschienenen zweiten Romans von William Boyd. Die deutsche Übersetzung von Hermann Stiehl erschien 1986. Seit 2012 erscheint diese Übersetzung unter dem neuen Titel Der Eiskrem-Krieg.
Zum Nachtisch Krieg ist ein Kriegsroman, dessen Figuren in Geschehnisse und Auswirkungen der Ostafrika-Front des Ersten Weltkrieges hineingezogen werden. Sein Handlungszeitraum liegt zwischen dem 6. Juni 1914 und dem 3. Januar 1919. Protagonisten sind Temple Smith (ein amerikanischer Farmer in Britisch-Ostafrika), Gabriel Cobb (Offizier der britischen Armee), sein Bruder Felix, Erich von Bishop (Farmer in Deutsch-Ostafrika) sowie dessen Frau Liesl.
Der Roman hat sowohl Elemente der schwarzen Komödie, des englischen Gesellschaftsromans als auch der realistischen Kriegserzählung. Er umfasst vier Teile – Vor dem Krieg, Der Krieg, Zum Nachtisch Krieg und Nach dem Krieg – von sehr unterschiedlicher Länge sowie einen Prolog und einen Epilog.

## Inhalt
Vor dem Krieg (6. Juni bis 26. Juli 1914)
Der Amerikaner Temple Smith betreibt eine Sisalfarm in Britisch-Ostafrika, direkt an der Grenze zur deutschen Ostafrika-Kolonie. Sein Nachbar ist Erich von Bishop, dessen Frau Liesl von einem längeren Deutschlandaufenthalt zurückkehrt.
In Kent in der englischen Provinz bereitet sich die Familie des pensionierten Majors Hamish Cobb auf die Hochzeit des Sohnes Gabriel (27), eines in Indien stationierten Offiziers, mit Charis vor. Dabei ist auch der jüngste Sohn Felix (18), der in Oxford studieren will, einen Hang zur aufklärerischen Boheme hat und daher in der Offiziers-Familie als Drückeberger gilt. Als Charis und Gabriel ihre Hochzeitsreise im französischen Trouville-sur-Mer antreten, wo es zu einer für Charis enttäuschenden Hochzeitsnacht kommt, bricht der Krieg aus.
Der Krieg (9. August 1914 bis 1. Juli 1916)
Sofort nach Ausbruch des Ersten Weltkrieges taucht Erich von Bishop mit der deutschen Invasionstruppe auf Temples Farm auf und vertreibt ihn. Temple macht sich daran, bei seiner Versicherung in Nairobi Reparationsforderungen geltend zu machen. Der Versicherungsvertreter wird bei einer versuchten Besichtigung der Schäden erschossen, und Temple schließt sich der britischen Armee an.
Gabriel Cobb wird nach langer mühevoller Anreise in Afrika eingesetzt, wird, kaum angekommen, in der Schlacht von Tanga schwer verletzt und gerät in Gefangenschaft. Indessen versucht sein Bruder Felix in der Boheme-Szene seines Freundes Holland zurechtzukommen und muss einen schweren Schlag einstecken, als dessen Schwester ihn brüsk abweist. Auch zuhause in Kent tut er sich schwer, denn man lehnt ihn als Drückeberger immer noch ab. Schließlich hat er eine längere Affäre mit seiner Schwägerin Charis, die beide in schwere Gewissenskonflikte treibt und schließlich zum Selbstmord von Charis führt.
Gabriel freundet sich im Gefangenen-Lazarett mit von Bishops Frau Liesl an, die dort als Krankenschwester tätig ist und im Laufe des Krieges einen persönlichen Reifungsprozess durchmacht. Er beobachtet sie jede Nacht aus einem sicheren Versteck beim Duschen. Trotz seines Ehrenwortes als Offizier versucht er außerdem, sich Informationen über den Kriegsverlauf zu verschaffen und sie weiterzugeben.
Temple kämpft als Soldat der britischen Truppen gegen die Schutztruppe für Deutsch-Ostafrika unter Paul von Lettow-Vorbeck und muss dabei die unzulänglichen Bemühungen der bunt zusammengewürfelten britischen Truppen und ihrer steifen und unflexiblen Offiziere, die Deutschen entscheidend zu schlagen, mitansehen. Dabei kommt er auch auf seine alte Farm und muss feststellen, dass von Bishop trotz gegenteiligen Versprechens seine teure Sisalentrindungsmaschine hat abtransportieren lassen.
Zum Nachtisch Krieg (21. Januar bis 25. November 1917)
Felix hat sich nun ebenfalls zum Kriegsdienst verpflichtet und lässt sich über verwandtschaftliche Beziehungen nach Afrika versetzen, um dort seinen Bruder zu suchen, wobei er davon ausgeht, dass Gabriel von Charis brieflich über die Affäre informiert wurde. Er verbringt während der Regenzeit mehrere Monate an einem von jeglichem Kriegsgeschehen aber auch von Nachschub abgeschnittenen Frontabschnitt, wo er Hunger und Entbehrungen ausgesetzt ist, ohne je einem „einzigen feindlichen Soldaten begegnet“ zu sein. Als er in der Etappe schließlich seine Suche nach Gabriel wiederaufnehmen kann und dabei auf einen gewissen von Bishop hingewiesen wird, stößt er auf Temple Smith, der ebenfalls auf der Suche nach von Bishop ist, „mit dem er noch ein Hühnchen zu rupfen“ hat.
Gabriel wird als nächtlicher Voyeur ertappt und von den Deutschen als Spion festgesetzt. Als man seine Aufzeichnungen findet, geht man davon aus, dass er über ein mysteriöses Geheimunternehmen Bescheid weiß. Er kann mit Hilfe Liesls fliehen, und von Bishop wird beauftragt, ihn mit einer Gruppe einheimischer Soldaten zu verfolgen.
Temple und Felix werden erneut an die Front versetzt, ziehen hinter den fliehenden Deutschen her und stoßen dabei auf das Lazarett und Liesl von Bishop, von der Felix zu seiner großen Erleichterung erfährt, dass Gabriel nie Briefe bekam. Felix und Temple beschließen, zusammen von Bishop zu verfolgen. Von Bishop und seine Leute spüren Gabriel auf und töten ihn. Felix und Temple kommen zu spät.
Nach dem Krieg (15. Mai bis 9. Dezember 1918)
Felix sitzt als Special Services Officer in Portugiesisch-Ostafrika, wohin die Deutschen sich inzwischen zurückgezogen haben, und langweilt sich, bis er während einer Übung mit neuen Granatwerfern verletzt wird und fast zu Tode kommt. Während er sich in Nairobi von seiner Verletzung und einer partiellen Blindheit erholt, entdeckt er in den Nachrichten über die deutsche Kapitulation den Namen von Bishops als eines der wenigen überlebenden deutschen Offiziere. Er beschließt, ihn zu töten, reist nach Dar-es-Salaam und muss an Bishops Bett feststellen, dass dieser soeben an der grassierenden Grippe-Epidemie gestorben ist.

## Themen und Motive
Historischer Hintergrund des Romans ist eine der abgelegensten Fronten des Ersten Weltkrieges, wo sich deutsche und britische Kolonialtruppen gegenüberstanden. Boyd schildert die britische Militärführung als geprägt von Hochmut und veralteten Idealen des Krieges, die vor allem in der Schlacht von Tanga zu schweren Verlusten der Truppe führen und im weiteren Verlauf des Krieges immer wieder falsche Einschätzungen der Lage und Fehlentscheidungen mit sich bringen.
Der Krieg selber ist zum größten Teil eine Angelegenheit des Wartens, dumpfer Langeweile, ewiger Transportfragen, während die eigentlichen kurzen Kampfhandlungen für den einzelnen Soldaten von vollkommener Zusammenhanglosigkeit und Willkür geprägt sind. Grausamkeit wechselt ab mit absurden Zufällen wie dem historisch verbürgten Zwischenfall mit einem riesigen Bienenschwarm während der Schlacht von Tanga. „Die Soldaten sterben aus Versehen, an Mißverständnissen, Zufällen und Bienenstichen. Aber sie sterben, und das nicht gerade in appetitlichen Bildern.“
Mit Figuren wie dem tölpelhaften Offizier Wheech-Browning, der Chaos verbreitet, wo immer er auftaucht, oder den verschiedenen Kriegsteilnehmer der Familie Cobb personifiziert Boyd die grotesken Seiten einer kriegerischen Katastrophe, wie überhaupt Ironie den Grundton des Buches ausmacht, was die realistischen Schilderungen des Krieges – Verwundung, Tod, Entbehrungen sowie die Ungewissheiten der Familien in Europa – umso schärfer erscheinen lässt. „So ist nun mal der Krieg. Er bereitet endlose Unannehmlichkeiten.“
Ein Seitenthema des Romans sind die Versagensängste und das reale Versagen der Männer angesichts starker Frauen. Gabriel Cobb hingegen repräsentiert den Typus einer neuen Generation, die die Verkrustungen und sozialen Schranken der spätviktorianischen Ära zu überwinden versucht. Lediglich er sowie die Frauen des Romans wie seine Mutter, Liesl von Bishop oder Charis wachsen an ihren Aufgaben.
Der englische Originaltitel An Ice-Cream War bezieht sich auf die irrige Vorstellung – wiedergegeben in einem Briefzitat im Prolog –, der Krieg sei binnen weniger Monate beendet, da die britischen Soldaten wie Eis in der Sonne schmelzen würden.

## Preise
- 1982 für den Booker Prize nominiert (Shortlist)

## Ausgaben
- 1982 englische Originalausgabe bei Hamish Hamilton, London.
- 1986 deutsche Erstausgabe, dt. von Hermann Stiehl, Reinbek bei Hamburg: Rowohlt. ISBN 3-498-00505-7.
- 1989 Taschenbuch, Reinbek bei Hamburg: Rowohlt. rororo 12501. ISBN 3-499-12501-3.
- 2012 Taschenbuch unter dem Titel Der Eiskrem-Krieg, gleiche Übersetzung, Berlin: Bloomsbury Taschenbuch. ISBN 978-3-8333-0819-2.
- 2021 Ausgabe unter dem Titel Wie Schnee in der Sonne, gleiche Übersetzung, Zürich: Kampa-Verlag. ISBN 978-3311150312